# Vasaordenen
Vasaordenen (på svensk: Kungliga Vasaorden; oprindeligt Wasaorden) er en svensk ridderorden, der blev indstiftet af den svenske konge Gustav den 3. den 17. juli 1772.
Navnet skulle henvise til dynastiet Vasa.
Den blev tildelt som belønning for fortjenester indenfor jordbrug, bjergdrift, kunst, handel, industri, håndværk og undervisning, for nyttige skrifter i disse emner og for veludførte almene hverv og opgaver.
Vasaordenen bæres i et grønt bånd og har fem klasser.
- Kommandør af storkorset
- Kommandør af 1. klasse
- Kommandør af 2. klasse
- Ridder af 1. klasse
- Ridder af 2. klasse

Tillige findes Vasategnet (svensk: Vasatecknet) og Vasamedaljen, der blev indstiftet i 1895. 
Fra 1975-2023 uddeltes ordenen ikke, da den svenske rigsdag med en ordensreform i 1975 erklærede ordenen for "hvilende". I 2023 blev ordenen genintroduceret og før første gang genuddelt i 2024, hvor bl.a. de fire medlemmer af ABBA modtog ordenen.